# Nati nel 1470
| Questa pagina contiene informazioni ricavate automaticamente dalle voci biografiche con l'ausilio del template Bio e di un bot. L'aggiornamento è periodico e automatico e ricostruisce completamente la pagina. Se manca una persona in questa lista, sei pregato di non aggiungerla, ma accertati piuttosto che la sua voce biografica contenga il template Bio e che i dati anagrafici siano correttamente compilati. Se il template Bio manca, inseriscilo tu stesso o, in alternativa, metti l'avviso {{tmp\|Bio}} che ne segnala la mancanza. Se i dati riportati sono sbagliati, correggi direttamente la voce biografica; le modifiche saranno visibili in questa lista entro pochi giorni. Per chiarimenti vedi il progetto biografie. La lista contiene solo le 89 persone che sono citate nell'enciclopedia e per le quali è stato implementato correttamente il template Bio. Pagina aggiornata al 18 ago 2025. |

## Febbraio(1)
- 16 febbraio - Eric I di Brunswick-Lüneburg, nobile tedesco († 1540)

## Marzo(2)
- 10 marzo - Alfonso d'Aragona, arcivescovo cattolico spagnolo († 1520)
- 15 marzo - Niccolò Pisano, pittore italiano

## Aprile(3)
- 1º aprile - Andrea Briosco, scultore italiano († 1532)
- 7 aprile - Edward Stafford, II conte di Wiltshire, nobile inglese († 1499)
- 8 aprile - Giovanni Angelo Testagrossa, liutista e cantante italiano († 1530)

## Maggio(2)
- 10 maggio - Ermes Maria Sforza, nobile italiano († 1503)
- 20 maggio - Pietro Bembo, cardinale, scrittore e grammatico italiano († 1547)

## Giugno(1)
- 30 giugno - Carlo VIII di Francia, sovrano francese († 1498)

## Luglio(1)
- 30 luglio - Hongzhi, imperatore cinese († 1505)

## Agosto(1)
- 4 agosto - Lucrezia di Lorenzo de' Medici, nobildonna italiana († 1553)

## Settembre(1)
- 11 settembre - Martin Waldseemüller, cartografo e umanista tedesco († 1521)

## Ottobre(3)
- 2 ottobre - Isabella di Trastámara († 1498)
- 2 ottobre - Isabella d'Aragona, duchessa († 1524)
- 10 ottobre - Selim I, sultano ottomano († 1520)

## Novembre(4)
- 4 novembre - Edoardo V d'Inghilterra, re († 1483)
- 17 novembre - João de Castilho, architetto spagnolo († 1553)
- 20 novembre - Trifone Gabriel, umanista italiano († 1549)
- 28 novembre - Wen Zhengming, pittore cinese († 1559)

## Dicembre(2)
- 5 dicembre - Willibald Pirckheimer, umanista, politico e giurista tedesco († 1530)
- 28 dicembre - Aulo Giano Parrasio, filosofo, umanista e scrittore italiano († 1521)

## Senza giorno specificato(68)
- Ludovico Abenavoli, condottiero italiano
- Agnese di Montefeltro († 1523)
- Agnolo di Polo, scultore italiano († 1528)
- Simón de Alcazaba y Sotomayor, esploratore portoghese († 1535)
- Rodrigo Alemán, scultore e intagliatore spagnolo († 1542)
- Jacopo III Alighieri, nobile, politico e poeta italiano
- Laurentius Andreae, religioso svedese († 1552)
- Angelo Gabriel, nobile, politico e umanista italiano († 1533)
- Girolamo Angeriano, umanista italiano († 1535)
- Hans Backoffen, scultore tedesco († 1519)
- Marco Basaiti, pittore italiano († 1530)
- Jean Bellegambe, pittore francese
- Gianfrancesco Bonzagna, medaglista, incisore e orafo italiano († 1548)
- Francesco di Borbone-Vendôme, nobile francese († 1495)
- Giovanni Borgia, cardinale e arcivescovo cattolico spagnolo († 1500)
- Anselmo Botturnio, teologo italiano († 1530)
- Antonio Carloni, scultore e architetto svizzero
- Citolo da Perugia, condottiero italiano († 1510)
- Bernardino de Conti, pittore italiano († 1523)
- Pietro Coppo, geografo e cartografo italiano († 1555)
- Michelotto Corella, mercenario spagnolo († 1508)
- Juan Díaz de Solís, esploratore spagnolo († 1516)
- Giovanni Battista Doria, doge († 1554)
- Jan van Dornicke, pittore fiammingo († 1527)
- Bernardo Dovizi da Bibbiena, cardinale, diplomatico e drammaturgo italiano († 1520)
- Puraṃdara Dāsa, compositore indiano († 1564)
- Johann Eberlin von Günzburg, teologo tedesco († 1533)
- Eleonora Bentivoglio, nobildonna italiana († 1540)
- Gregor Erhart, scultore tedesco († 1540)
- Erik Johansson Vasa, nobile svedese († 1520)
- Henri Estienne il Vecchio, francese († 1520)
- Francesco Feliciano de Scolari, matematico italiano († 1542)
- Pier Francesco Florenzuoli, architetto italiano († 1535)
- Calbus Fribergius, medico e mineralogista tedesco († 1540)
- Andrea Fusina, scultore italiano († 1526)
- Giovanni Battista de Tassis, nobile († 1541)
- Girolamo di Benvenuto, pittore italiano († 1524)
- Agostino Giustiniani, vescovo cattolico italiano († 1536)
- Michail Glinskij, militare lituano († 1534)
- Gonzalo Guerrero, marinaio spagnolo († 1536)
- Bartolomeo Guidiccioni, cardinale e vescovo cattolico italiano († 1549)
- Gabriel Alonso de Herrera, agronomo spagnolo († 1539)
- Tommaso Inghirami, letterato e umanista italiano († 1516)
- Johann von Waldburg-Sonnenberg, nobile tedesco († 1510)
- João de Lisboa, esploratore portoghese († 1525)
- Francisco Lloris y de Borja, cardinale e patriarca cattolico italiano († 1506)
- Benedetto Luschino, scrittore italiano
- Astorre IV Manfredi, condottiero italiano († 1509)
- Guillaume de Marcillat, pittore francese († 1529)
- Girolamo Morone, politico italiano († 1529)
- Pánfilo de Narváez, esploratore spagnolo († 1528)
- Søren Norby, ammiraglio danese († 1530)
- Sante Pagnini, biblista e monaco cristiano italiano († 1536)
- Antonio di Simone Petrarca, storico italiano († 1542)
- Vasco de Quiroga, vescovo cattolico e giudice spagnolo († 1565)
- Robert Stuart d'Aubigny, militare francese († 1544)
- Taddeo Taddei, mecenate e umanista italiano († 1529)
- Tang Yin, pittore cinese († 1523)
- Ugo da Carpi, incisore italiano († 1532)
- Francesco Verla, pittore italiano († 1521)
- Polidoro Virgili, umanista, storico e presbitero italiano († 1555)
- Timoteo Viti, pittore italiano († 1523)
- Francesco II d'Orléans-Longueville, nobile francese († 1512)
- Francesco da Jesi, religioso italiano († 1549)
- Michele da Verona, pittore italiano
- Estienne de La Roche, matematico francese († 1530)
- Garcia de Resende, poeta e storiografo portoghese († 1536)
- Jacopino Scipioni, pittore italiano († 1532)